# Sonja Berlin
Sonja Margareta Berlin, född 30 mars 1950, är en svensk textilkonstnär och slöjdare.

## Biografi
Sonja Berlin växte upp i Björklinge i Uppsala län. Efter skolutbildningen i Uppsala utbildade hon sig till fritidspedagog. År 1975 gick hon en kurs i brickvävning på Sätergläntan. Sedan dess har hon själv blivit en expert inom detta hantverk. Hon har undervisat på skolor och universitet samt varit kursledare i samarbete med olika studieförbund, museer och hemslöjdsorganisationer. Som lärare har hon bidragit till textila utbildningar vid bland annat Handarbetets vänners skola och Sätergläntan. Utöver den praktiska kompetensen har hon även undervisat i brickvävningens historia.
Hennes verk har ställts ut på Kalmar läns museum, Liljevalchs, Rausand konstmuseum i Norge och Sörmlands museum.
Sonja Berlin utbildades även i traditionskonst på Høgskolen i Telemark och avslutade studierna med en Master of Arts år 2006.